# ژائو گانگ
ژائو گانگ (انگلیسی: Zhao Gang؛ زادهٔ ۴ ژانویهٔ ۱۹۷۱) شمشیرباز اهل چین بود. وی در بازی‌های المپیک تابستانی ۱۹۹۶، ۲۰۰۰ و ۲۰۰۴ شرکت کرده‌است.